# 5624 Shirley
Az 5624 Shirley (ideiglenes jelöléssel 1991 AY1) a Naprendszer kisbolygóövében található aszteroida. Eleanor F. Helin fedezte fel 1991. január 11-én.